# ناحیه پن، میشیگان
ناحیه پن (به انگلیسی: Penn Township) یک منطقهٔ مسکونی در ایالات متحده آمریکا است که در شهرستان کاس، میشیگان واقع شده‌است.
 ناحیه پن ۹۱٫۷ کیلومتر مربع مساحت و ۱٬۷۷۴ نفر جمعیت دارد و ۲۷۱ متر بالاتر از سطح دریا واقع شده‌است.